# ريتشارد عثمان
ريتشارد عثمان (بالإنجليزية: Richard Osman)‏ هو مقدم تلفزيوني ومنتج تلفزيوني ومخرج بريطاني، ولد في 28 نوفمبر 1970 في Billericay ‏ في المملكة المتحدة.

## وصلات خارجية
- ريتشارد عثمان على موقع IMDb (الإنجليزية)
- ريتشارد عثمان على موقع ميوزك برينز (الإنجليزية)
- ريتشارد عثمان على موقع قاعدة بيانات الفيلم (الإنجليزية)